# Ordem dos Carmelitas Descalços Seculares
A Ordem dos Carmelitas Descalços Seculares (ou, simplesmente, Carmelitas Seculares) é um ramo da Ordem do Carmo destinado ao grupo de membros leigos dos Carmelitas Descalços, os quais encontram-se assim sempre unidos em comunhão fraterna com os frades contemplativos e com as freiras de clausura da sua ordem religiosa.
Este ramo também se baseia na reforma feita ao carisma carmelita elaborada por Santa Teresa de Ávila e São João da Cruz.

## Origem dos Carmelitas Seculares
A Ordem dos Carmelitas Descalços Seculares nasceu da vontade de algumas comunidades de leigos poderem fazer parte do carisma característico à das comunidades de religiosos consagrados da Ordem dos Carmelitas Descalços. Daí que, pouco depois da reforma do Carmelo, também se pudessem contemplar leigos como família carmelita. Os leigos Carmelitas Descalços Seculares assumem-se como "uma associação de fiéis que se comprometem a procurar no mundo a perfeição evangélica, inspirando e nutrindo a sua vida cristã com a espiritualidade e a orientação do Carmelo Teresiano" (artº 1 da Norma de Vida). Por outras palavras, o Carmelo Secular é constituído por leigos que procuram viver fielmente a sua vocação de baptizados, pondo em prática o Evangelho com a ajuda da espiritualidade carmelita.
Os Carmelitas Descalços Seculares constituem-se em pequenas fraternidades e "pertencem inteiramente à família carmelitana e são filhos da mesma Ordem, na comunhão fraterna dos mesmos bens espirituais, na participação da mesma vocação à santidade e da mesma missão na Igreja com a diferença essencial do estado de vida" (artº 1 da Norma de Vida).
Os leigos carmelitas, celibatários ou casados, formam uma mesma família com as freiras de clausura e os frades. A missão é comum à de todos os carmelitas: anunciar ao Homem actual que é habitado por Deus e que n’Ele reside a alegria e a verdadeira felicidade.

## Denominações e siglas

### Denominações em latim
Ordo Carmelitarum Discalceatorum Seculorum

### Denominações em português
Ordem dos Carmelitas Descalços Seculares; Carmelitas Descalços Seculares; Ordem Carmelita Secular; Carmelitas Seculares; Carmelo Secular

### As siglas do ramo Descalço Secular
Este ramo carmelita é reconhecido pela sigla de "OCDS" (diferentemente do que acontece com o ramo dos Carmelitas Descalços, que são reconhecidos pela sigla de "OCD").